# Nuestra Señora del Buen Socorro
Nuestra Señora del Buen Socorro, o Nuestra Señora del Buen auxilio, (o «Our Lady of Good Help» en inglés) es una de las advocaciones marianas de la Iglesia Católica, que se venera desde su aparición el 9 de octubre de 1859 en Champion, Robinsonville, Wisconsin (Estados Unidos) en una revelación privada a Adele Brise. Es la primera aparición mariana aprobada oficialmente en Estados Unidos.
El obispo de Green Bay, David L. Ricken local, aprobó con el máximo rango por la Iglesia Católica, la veracidad digna de fe, sobre la aparición y locuciones el 8 de diciembre de 2010, después que una comisión investigadora realizara sus conclusiones.

## Historia de la aparición
Adele, una mujer de nacionalidad belga, que mientras se dirigía a un molino de trigo, llevando un costal sobre la cabeza, en el camino, el 2 de octubre de 1859, se le apareció la Virgen María, entre dos árboles quien vestía de blanco, quien se desvaneció poco a poco, dejando una nube blanca después de ella, acontecimiento que comentó a sus padres. 

El domingo siguiente, 9 de octubre, Adele iba a misa a Bay Settlement, con su hermana Isabel y su vecina la Sra. Van der Niessen, y volvió por el mismo camino y al llegar al lugar de la aparición anterior, vio a la misma señora de blanco y se asustó deteniendo su caminar. Sus acompañantes, no vieron nada. Adele comento de nuevo lo que había visto y que de nuevo había desaparecido. Así continuaron hasta su misa. Adele fue a confesarse, comentando al confesor e padre Wiliam Verhoef los eventos de las dos apariciones. El confesor dijo que no tuviera miedo y que lo hablara fuera de confesión con él mismo. Le recomendó que, si le volvía a suceder, pidiera en nombre de Dios, quien era y lo que deseaba de ella. De regreso de misa, llegaron al lugar y de nuevo tuvo en su visión, a la hermosa señora de blanco deslumbrante con una banda amarilla alrededor de su cintura, con una corona de estrellas en su cabeza con cabello rubio ondulado, que caía ligeramente sobre sus hombros; la dama estaba envuelta en una luz brillante a su alrededor, de manera tal que no podía ver más allá del rostro de la dama y Adele cayó de rodillas y preguntó según le había indicado el confesor:
-  En nombre de Dios, ¿Quién eres y qué quieres de mí?, - dijo Adele.
-  Yo soy la Reina del Cielo, que reza por la conversión de los pecadores, y yo deseo que tu hagas lo mismo. Has recibido la Sagrada Comunión esta mañana, y eso es bueno. Pero debes hacer más. Haz una confesión general, y ofrece la comunión por la conversión de los pecadores. Si no se convierten y hacen penitencia, mi hijo estará obligado a castigarlos. - Dijo la Señora.
- ¿Quién es? - ¿Por qué no podemos verla? Dijo una de sus compañeras. 
- Arrodíllense, la señora dice que ella es la Reina de los Cielos, - dijo Adele.
- Bienaventurados los que creen sin ver. ¿Qué estás haciendo aquí en la ociosidad, mientras tus compañeras están trabajando en la viña de mi hijo? - dijo la Señora.
- ¿Qué más puedo hacer, querida señora? - dijo Adele llorando.
- Reúne a los niños en este país salvaje y enséñales lo que deben saber para la salvación.
- Pero, ¿Cómo va a enseñarles quien sabe poco de lo mismo? - respondió Adele.
- Enséñeles el catecismo, como hacer el signo de la Cruz, y cómo acercarse a los sacramentos, es lo que quiero que hagas. Ve y nada de miedo. Yo te ayudaré,” respondió la Señora.
La Señora levantó las manos a manera de bendición y se desvaneció lentamente.
El obispo Estanislao V. Bona de Green Bay fue informado, y el acontecimiento fue difundido, por lo cual la mayoría de la gente creó, aunque unos cuantos la consideraron loca.

## Adele Brise
Adele fue hija de Lambeert y Marie Catherine Brise quien nació en Dion-le-Val, Brabante, Bélgica, el 30 de enero de 1831, en el seno, de una familia católica. Ella había prometido a la Virgen convertirse en religiosa y dedicar su vida a las misiones extranjeras. Sus padres emigraron con sus 4 hijos a Estados Unidos en la década de 1850, cuando Adele tenía 24 años, quien todavía quería convertirse en religiosa, por lo cual no estaba muy cómoda en el nuevo mundo.  
Después de la aparición de la Virgen, Adele, desde ese momento y hasta su muerte, se dedicó a catequizar a los niños y amonestar a los pecadores del pueblo de la bahía, y la Península de Green Bay, obra que la Virgen María le había encargado llevar a cabo.
Adele entró en contacto con el reverendo Philip Crud, quien recomienda a Adele, reclutar ayuda para su misión, e instó a un llamado para recaudar fondos y construir un convento y una escuela, para los necesitados de instrucción religiosa. Cierta parte del clero no estuvo de acuerdo con el proyecto de Adele, por lo que ella sufrió bastante.
Así lo hizo y la escuela inició a funcionar con inscripción gratuita. Debido al recibimiento por la comunidad, y en 1867 tuvo que ampliar las instalaciones donde fue apoyada por la maestra Margarita Allard y atendían cerca de 100 alumnos, muchos de ellos huérfanos y de escasos recursos, al que le añadió una capilla. La comunidad apoyo con alimentos para los niños el trabajo de Adele y su hermandad. Marie Madeleine se unió a Adele para la evangelización de los niños en 1888. Seis años después, algunas hermanas abandonaron la congregación, quedando solo 3 y la escuela había decaído su alumnado.
A la edad de 66 años, el 5 de julio de 1896 murió y fue enterrada cerca de la capilla, pero antes de ello, pronunció sus últimas palabras:
Qué alegría por lo que se me dijo: “Vamos a entrar en la casa del Señor.”

## Incendio forestal
El 8 de octubre de 1871, en Peshtigo (Wisconsin), un incendio forestal se inició y extendió hasta consumir 1.2 millones de acres (1,850 millas cuadradas, del tamaño de Rhode Island) y fueron quemados y fallecieron alrededor de dos mil personas, hasta llegar a las cercanías del lugar donde estaban las instalaciones de la escuela y capilla. Adele y algunos residentes de la zona, cargaron una estatua de María y en intensa incesante oración del rosario, toda la noche caminaron alrededor de la capilla. Todos los alrededores fueron quemados excepto el contenido de las dos hectáreas en las que estaban establecidas las instalaciones y los refugiados en el lugar. En medio de horas de terror, el incendio fue apagado por una torrencial lluvia.

## Procesión
Todos los 8 de octubre en recuerdo al acontecimiento del incendio y la milagrosa excepción, se recrea una procesión en el santuario, al igual que el 15 de agosto en la fiesta de La Asunción de María al cielo. 

## Hermandad
Las hermanas del Buen Socorro, es una congregación de religiosas fundada en París aprobada por Pio VI.

## Templo
Una capilla improvisada, de 10 por 12 pies, fue erigida por el padre de Adele, cerca del punto de la visión de Adele la cual contenía una única imagen de la Virgen María, donada por el padre William Verhoef.
En 1861 se construyó un santuario para 100 personas de 24 por 40 pies, con el mismo nombre, rodeado de granjas y campos de maíz, avena y soya está el majestuoso, pero humilde templo de Nuestra Señora del Buen Socorro al noreste de Wisconsin.
En 1880 y en 1885 se amplió la capilla. Escuela y convento, sobre los árboles donde se apareció la Virgen María. En 1930 y 1942 volvió a ampliarse para 300 fieles. Exvotos de muletas, bastones y aparatos ortopédicos, están colgados en las paredes, a un lado de una estatua réplica de la Piedad.
En 1992 las Hermanas Carmelitas Descalzas han sido designadas para la conservación del Santuario. En 2016 a conferencia de Obispos católicos de Estados Unidos designó el santuario como Santuario Nacional.